# Proechimys longicaudatus
Proechimys longicaudatus (довгохвостий голчастий щур) — вид гризунів родини щетинцевих, який зустрічається на півдні Болівії, в північному Парагваї й центральній Бразилії. Трапляється нижче 500 м, але, як вважають, верхня межа близько 1000 м над рівнем моря. Це наземний вид. У Болівії він був записаний в Серрадо і переривчастих лісових районах. Присутній у первинному і вторинному середовищах. Каріотип: 2n=44-52, FN=66-74. 

## Етимологія
Латинська назва виду перекладається як «довгохвостий».

## Морфологія
Морфометрія (середня). Довжина голови й тіла: 222, довжина хвоста: 152, довжина задньої стопи: 47, довжина вух: 21 мм.
Опис. Цей великий щур має блискуче, каштанове, не сильно щетинисте хутро. Воно більш помаранчеве з боків, шия та підборіддя чітко вираженого білого кольору. Відносно короткий хвіст двоколірний, злегка покритий волоссям і при потребі легко може бути відкинутий.

## Загрози та охорона
Сухий ліс у Болівії, Парагваї і Бразилії швидко зменшується через перетворення лісу на сільськогосподарські угіддя. Ймовірно, присутній у кількох охоронних районах в Болівії.